# Filacteria

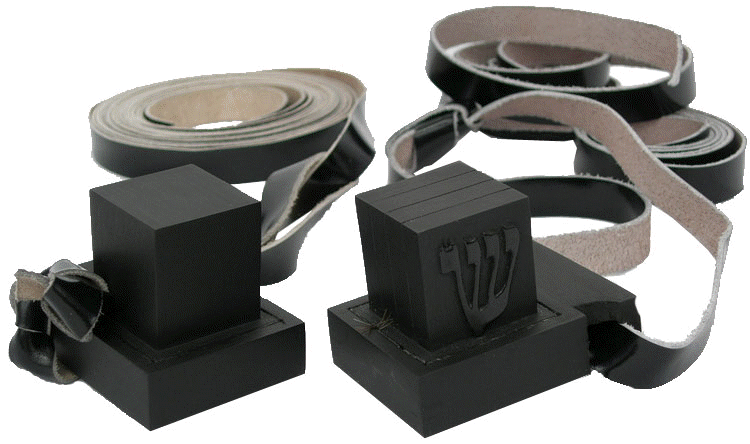
Juego de tefilín que incluye el tefilín del brazo (izquierda) y el tefilín de la cabeza.

Filacteria (en hebreo: תפילין‎, Tefilín) es un término que proviene del griego phylakterion («protección, amuleto»), que pasó al latín como phylacterĭa y se refiere a unas pequeñas envolturas o cajitas de cuero donde se encuentran o guardan pasajes de las Escrituras en la religión judía. En el Judaísmo no se utiliza el nombre de "filacteria", ya que su significado original (amuleto) se considera idolatría, prohibida en esta religión.

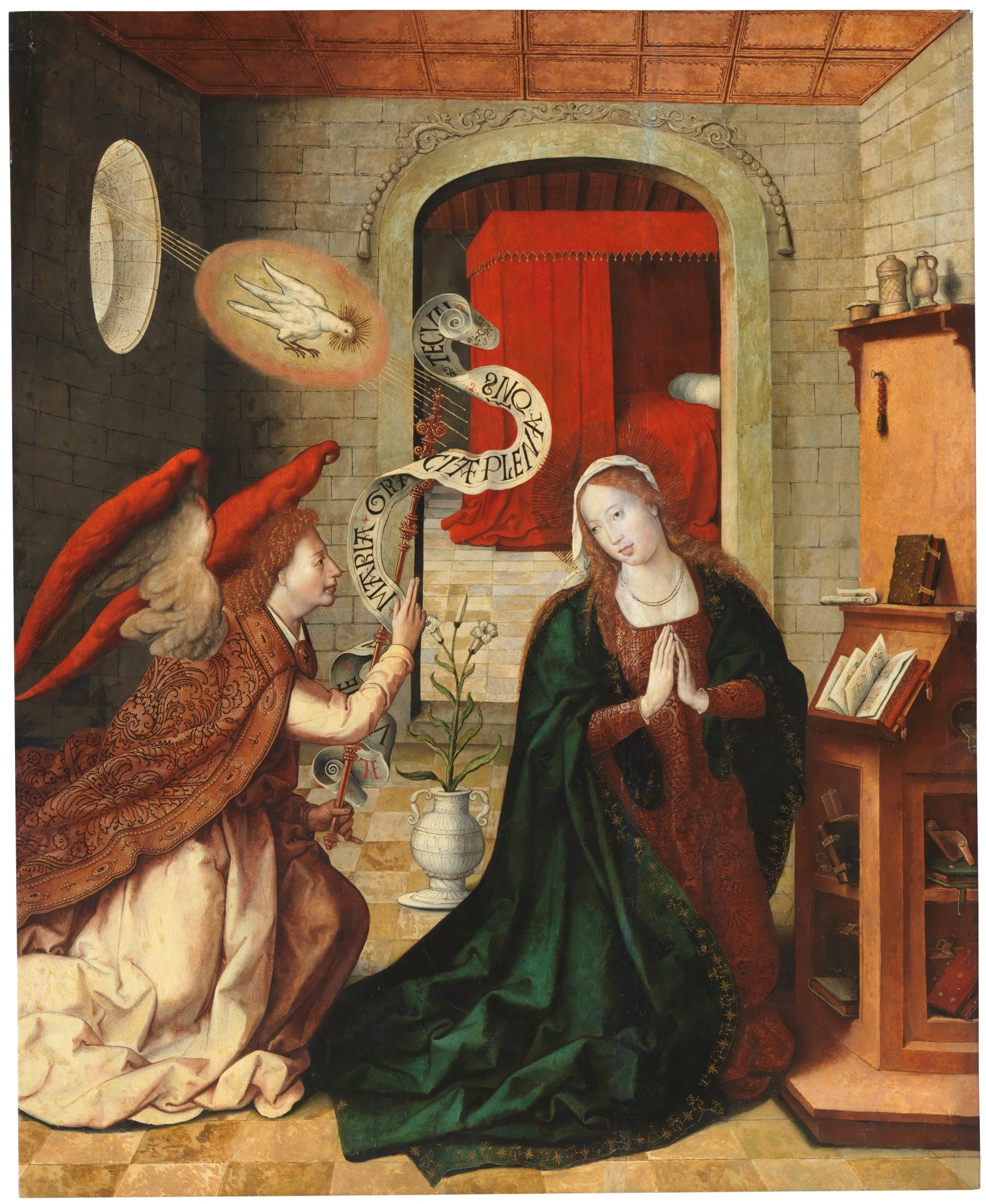
La Anunciación, de León Picardo. En la obra se aprecia una filacteria medieval.

Una de las correas se ata sobre el brazo izquierdo (o derecho, si la persona es zurda) dándole siete vueltas y la otra se coloca sobre la cabeza. Según la Halajá, los varones judíos a partir de los trece años deben colocárselas diariamente, con excepción de Shabat y demás festividades judías.

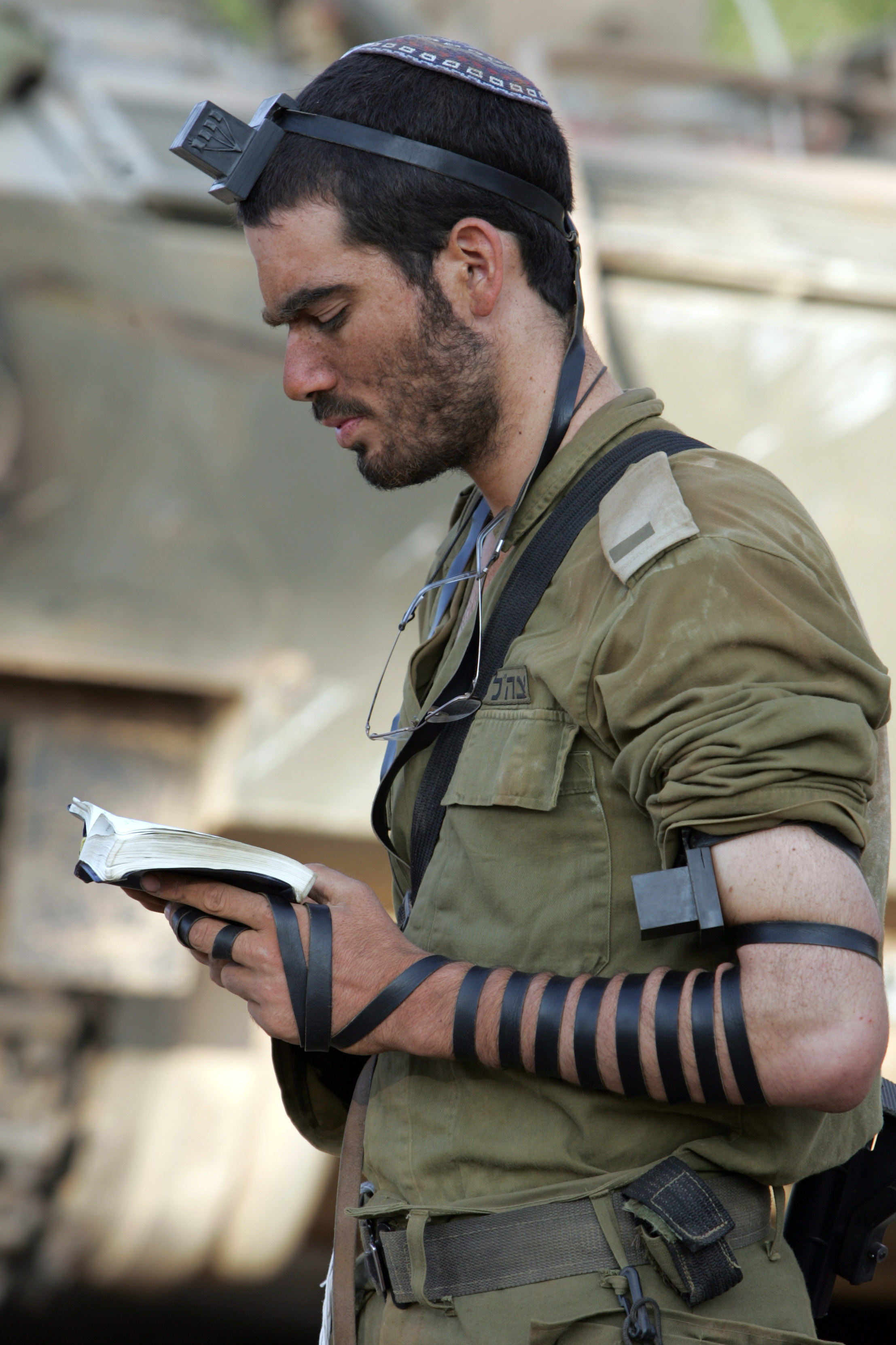
Soldado israelí portando su filacteria.

La tradición las relaciona con determinados pasajes del Éxodo y el Deuteronomio en la Torá, en las que Dios exige a los hebreos que porten sus palabras como recuerdo de la salida de Egipto. Los pasajes son,Éxodo 13:9
"9Y será para ti como señal sobre tu brazo y como recordatorio en tu frente, para que tengas en tu boca la instrucción del Señor, porque con mano fuerte te sacó el Señor de Egipto."
y Deuteronomio 6:6-8
"6Estas palabras que yo te mando hoy estarán en tu corazón, 7se las repetirás a tus hijos y hablarás de ellas estando en casa y yendo de camino, acostado y levantado; 8las atarás a tu muñeca como un signo, serán en tu frente una señal;"
Los pasajes de las escrituras que se guardan en las cajitas de la filacteria sonÉxodo 13:1-10 y 13:11-16 según estipulaba la tradición rabínica,
"1El Señor dijo a Moisés: 2«Conságrame todo primogénito; todo primer parto entre los hijos de Israel, sea de hombre o de ganado, es mío». 3Moisés dijo al pueblo: «Recuerda este día en que salisteis de Egipto, de la casa de esclavitud, pues con mano fuerte os sacó el Señor de aquí; no comeréis pan fermentado. 4Salís hoy, en el mes de abib. 5Cuando el Señor te haya introducido en la tierra de los cananeos, los hititas, los amorreos, los heveos y los jebuseos, tierra que juró a tus padres darte, una tierra que mana leche y miel, celebrarás en este mes el siguiente rito: 6durante siete días comerás ácimos y el día séptimo será fiesta en honor del Señor. 7Durante estos siete días se comerá pan ácimo y no se verá pan fermentado ni levadura en todo tu territorio. 8Ese día se lo explicarás a tu hijo así: “Esto es por lo que el Señor hizo por mí cuando salí de Egipto”. 9Y será para ti como señal sobre tu brazo y como recordatorio en tu frente, para que tengas en tu boca la instrucción del Señor, porque con mano fuerte te sacó el Señor de Egipto. 10Observarás este mandato, año tras año, a su debido tiempo». 11«Cuando el Señor te introduzca en la tierra de los cananeos, como juró a ti y a tus padres, y te la haya entregado, 12consagrarás al Señor todos los primogénitos: el primer parto de tu ganado, si es macho, pertenece al Señor. 13Pero la primera cría de asno la rescatarás con un cordero; si no la rescatas, la desnucarás. Rescatarás siempre a los primogénitos de los hombres. 14Y cuando el día de mañana tu hijo te pregunte: “¿Qué significa esto?”, le responderás: “Con mano fuerte nos sacó el Señor de Egipto, de la casa de esclavitud. 15Como el faraón se había obstinado en no dejarnos salir, el Señor dio muerte a todos los primogénitos de la tierra de Egipto, desde el primogénito del hombre al del ganado. Por eso yo sacrifico al Señor todo primogénito macho del ganado. Pero a los primogénitos de los hombres los rescato. 16Esto será como señal sobre tu brazo y signo en la frente de que con mano fuerte nos sacó el Señor de Egipto”»."
Deuteronomio 6:4-9
"4Escucha, Israel: El Señor es nuestro Dios, el Señor es uno solo. 5Amarás, pues, al Señor, tu Dios, con todo tu corazón, con toda tu alma y con todas tus fuerzas. 6Estas palabras que yo te mando hoy estarán en tu corazón, 7se las repetirás a tus hijos y hablarás de ellas estando en casa y yendo de camino, acostado y levantado; 8las atarás a tu muñeca como un signo, serán en tu frente una señal; 9las escribirás en las jambas de tu casa y en tus portales."
y Deuteronomio 11:13-21
"13Si escucháis atentamente los preceptos que yo os mando hoy, amando al Señor, vuestro Dios, y sirviéndole con todo vuestro corazón y con toda vuestra alma, 14yo daré a vuestra tierra la lluvia a su tiempo, las primeras lluvias y las tardías, y cosecharás tu grano, tu mosto y tu aceite 15y daré a tu campo hierba para tu ganado, y comerás hasta saciarte. 16Guardaos de que vuestro corazón sea seducido y os descarriéis y sirváis a otros dioses y os postréis ante ellos, 17pues la ira del Señor se encenderá contra vosotros y cerrará el cielo y no habrá lluvia, el campo no dará sus frutos y desapareceréis pronto de esa tierra buena que os va a dar el Señor. 18Meted estas palabras mías en vuestro corazón y en vuestra alma, atadlas a la muñeca como un signo y ponedlas de señal en vuestra frente, 19enseñádselas a vuestros hijos, hablando de ellas, estando en casa y yendo de camino, acostado y levantado. 20Escríbelas en las jambas de tu casa y en tus portales, 21para que se prolonguen vuestros días y los días de vuestros hijos, en la tierra que el Señor juró dar a vuestros padres, y sean tan numerosos como los días del cielo sobre la tierra."
En las primeras representaciones de los apóstoles cristianos se colocaron en sus brazos izquierdos filacterias, al modo tradicional judío, costumbre que se fue extendiendo hasta que la cultura occidental cristiana las incorporó en la iconografía religiosa. Así, en el arte medieval, el uso del término se extendió a cualquier cinta o pequeño rollo de papel enrollado con citas, leyendas o símbolos, en especial religiosos o heráldicos como salutación, gloria, etc. (lo que también se denomina cartela).